# 初級照護

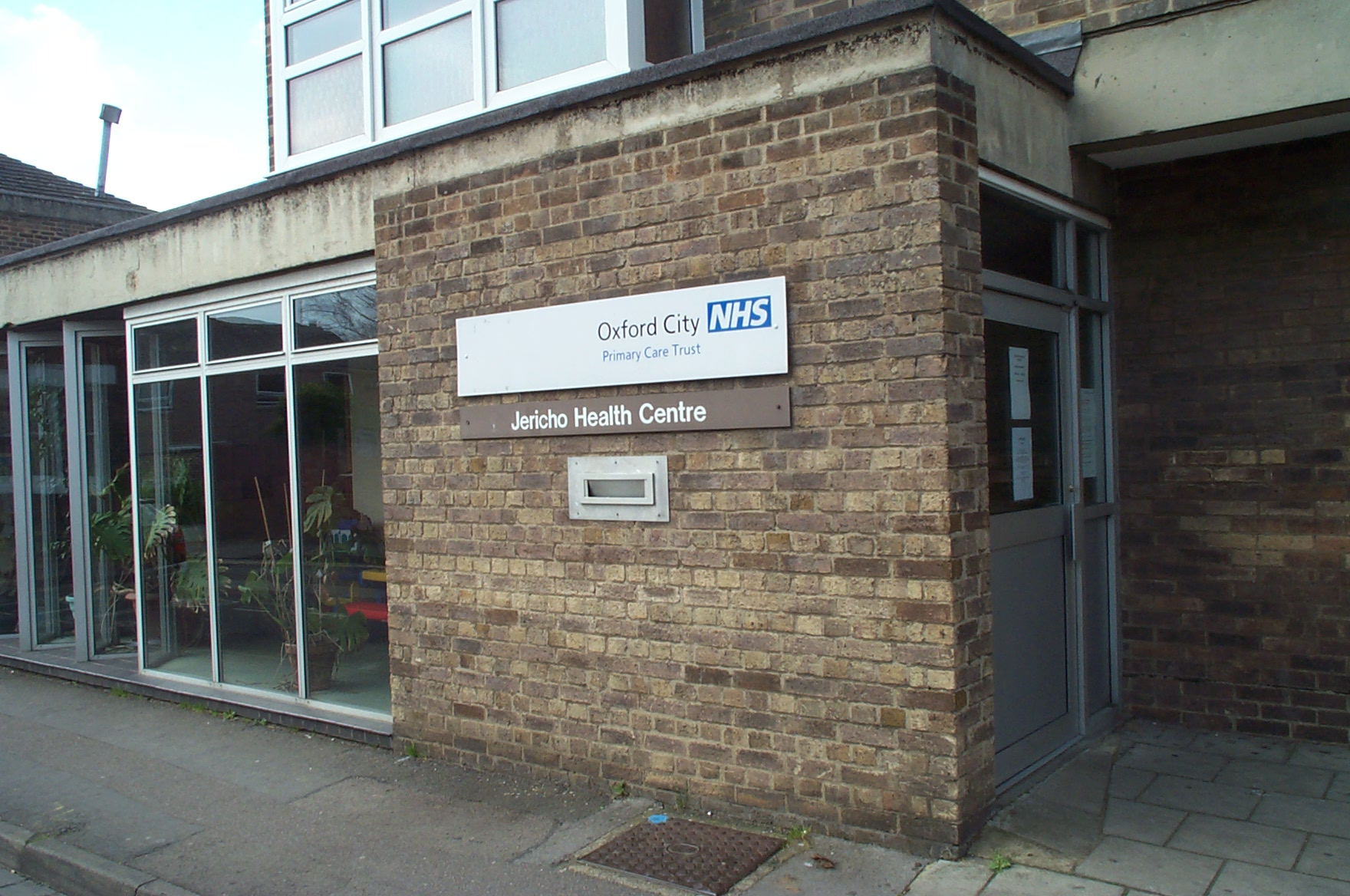
初級照護是社區的診所可以提供的醫療服務

初級照護，或稱初級醫療、基礎醫療，是醫療人員日常提供的健康照護。在醫療系統中，初級照護提供者多半也是第一者接觸病人的人，並且提供後續主要的醫療照顧，並且在病患有需要時，協調其他專科醫師的醫療。可提供初級照護的人包括初級照護醫師（家庭醫學科醫師或是一般科醫師）、执业护士（成人老年醫學執業護士、家庭醫學執業護士、小兒科執業護士）或是醫師助理。有些地區也會有其他人提供初級照護，例如註冊護士、藥劑師，在亚洲的一些地区甚至是一些传统医学执业者。初级照护者有时会按照患者的病況进行轉介，接受錯誤：語言代碼「secondary care」不存在或是三級照護。
初級照護主張「以人為本」，除了為民眾提供醫療服務，亦透過教育提高大眾對預防、管理及治療慢性疾病的認知，從而減輕醫院等中重症醫療機構的負擔。

## 背景
世界卫生组织认为初级照护系统是初级健保体系的一部分。初级照护应该要涵盖所有种类（年龄、来历、经济状况；各种生理、心理、社会健康状况）的人士，提供维持健康状态、保持病情稳定、预防疾病发生的基本支持。初级照护讲究持续性，要尽量为患者维持一位熟悉的初級照護醫師，提供日常检查、预防医疗、健康教育。
国际初級照護分类法（ICPC）是一套标准化的系统，用来分析患者主诉和提供的治疗的关系。成熟的初級照護系统一般可以处理高血壓、心绞痛、糖尿病、哮喘、慢性阻塞性肺病、抑郁症、焦虑症、背痛、骨关节炎、甲狀腺疾病等疾病。初級照護系统一般也会提供基本的孕產婦健康和儿童健康服务，如计划生育服务和疫苗接種。
因為全球人口老化，越來越多老年人面臨更高的慢性非傳染性疾病風險，預估全世界包含已開發國家和開發中國家對初級照護的服務需求都會迅速增加。
不同國家初級照護的資金來源可以有很大的差異，包括一般稅收、國家保險系統、私人保險、病患自付等，可單獨或合併使用。初級照護醫師支付系統也各有不同，有些是按服務計費，有些則是依病患登記表按人頭計費。

## 各地發展

### 香港
香港特別行政區政府在2016年度施政報告建議加強基層醫療發展，建立《基層醫療指南》電子資料庫，方便公眾求醫。衞生署已就部份慢性病制定預防護理參考概覽。 2017年，施政報告建議成立基層醫療發展督導委員會，透過地區醫、社合作模式提供社區醫療服務。 2018年施政報告建議設立首個地區康健中心，並推展其他地區設立康健中心。 香港食物及衞生局於2019年3月1日成立基層醫療健康辦事處，監察及督導基層醫療健康服務的發展。 在發展康健中心過程中，於11區設立屬過渡性質的「地區康健站」成立地區康健站，為區內居民提供健康推廣、諮詢及慢性病護理服務。
截至2019年2月底，香港已成立或擬興建的地區康健中心共8所，包括：
- 葵青地區康健中心 (2019年9月25日已投入營運)
- 深水埗地區康健中心 (招標中)
- 黃大仙地區康健中心 (招標中)
- 大埔地區康健中心
- 油尖旺地區康健中心
- 觀塘地區康健中心
- 灣仔地區康健中心
- 東區地區康健中心

### 中国
中国在毛泽东时代建立了赤脚医生体系，以较低的成本和较简单的手段进行医疗。赤脚医生一般有中医基础，但也经过极其基本的西医培训，一般（各地培训标准不同）可以接生、注射疫苗、指导卫生，并用国家下发的西药诊断和治疗当地常见病。在较为偏远的农村，经常是赤脚医生首先带来基础的现代医学知识。赤脚医生体系性价比高，是阿拉木图宣言 (1978年)的主要启发。该体系在改革开放时期被推翻，导致农村预防性医疗水平显著下降，健保覆盖率直到2005年的新型农村合作医疗系统推出才恢复。
目前中国的初级照护理论上在农村是由新农合的乡镇卫生中心提供，在城镇由“社区卫生中心”提供，再加上两者都受2009年的“家庭医生”服务部分覆盖。然而新农合系统缺乏人力资源，从初级照护转诊到二级、三级照护的系统也还未完全实现。中国有专家门诊系统，可以用来跳过初级照护再转介的过程。

## 外部連結
- Defining Primary Care（页面存档备份，存于） from Institute of Medicine IOM - Primary Care: America's Health in a New Era (1996)
- Primary Care（页面存档备份，存于） Definitions from American Academy of Family Physicians AAFP
- Definition of Primary Care（页面存档备份，存于） from American Medical Association AMA
- Defining primary health care Department of Health United Kingdom UK
- What is primary health care? Aboriginal Medical Services Alliance Northern Territory (AMSANT) Australia